# Campionati del mondo di atletica leggera 2015 - 5000 metri piani maschili
La gara dei 5000 metri piani maschili dei Campionati del mondo di atletica leggera 2015 si è svolta tra il 26 e il 29 agosto.

## Podio
| Pos.    | Atleta                | Nazionalità   | Tempo    |
| ------- | --------------------- | ------------- | -------- |
| Oro     | Mohamed Farah         | Gran Bretagna | 13'50"38 |
| Argento | Caleb Mwangangi Ndiku | Kenya         | 13'51"75 |
| Bronzo  | Hagos Gebrhiwet       | Etiopia       | 13'51"86 |

## Situazione pre-gara

### Record
Prima di questa competizione, il record del mondo (RM) e il record dei campionati (RC) erano i seguenti.
| Record                | Prestazione | Atleta                  | Data                                | Competizione              |
| --------------------- | ----------- | ----------------------- | ----------------------------------- | ------------------------- |
| Record mondiale       | 12'37"35    | Kenenisa Bekele Etiopia | 31 maggio 2004 Hengelo, Paesi Bassi |                           |
| Record dei campionati | 12'52"79    | Eliud Kipchoge Kenya    | 31 agosto 2003 Parigi, Francia      | Campionati del mondo 2003 |

### Campioni in carica
I campioni in carica, a livello mondiale e olimpico, erano:
| Campione | Atleta                      | Prestazione | Data                               | Competizione               |
| -------- | --------------------------- | ----------- | ---------------------------------- | -------------------------- |
| Olimpico | Mohamed Farah Gran Bretagna | 13'41"66    | 11 agosto 2012 Londra, Regno Unito | Giochi della XXX Olimpiade |
| Mondiale | Mohamed Farah Gran Bretagna | 13'26"98    | 16 agosto 2013 Mosca, Russia       | Mondiali 2013              |

### La stagione
Prima di questa gara, gli atleti con le migliori tre prestazioni dell'anno erano:
| Pos. | Atleta                      | Prestazione | Data                       |
| ---- | --------------------------- | ----------- | -------------------------- |
| 1    | Yomif Kejelcha Etiopia      | 12'58"39    | 4 giugno 2015 Roma, Italia |
| 2    | Paul Kipngetich Tanui Kenya | 12'58"69    | 4 giugno 2015 Roma, Italia |
| 2    | Hagos Gebrhiwet Etiopia     | 12'58"69    | 4 giugno 2015 Roma, Italia |

## Risultati

### Semifinale
I primi 5 di ogni batteria (Q) e i successivi migliori 5 tempi (q) si qualificano per la finale.
| Pos. | Batteria | Nome                   | Nazionalità   | Tempo    | Note                          |
| ---- | -------- | ---------------------- | ------------- | -------- | ----------------------------- |
| 1    | 2        | Yomif Kejelcha         | Etiopia       | 13:19.38 | Q                             |
| 2    | 2        | Mo Farah               | Gran Bretagna | 13:19.44 | Q                             |
| 3    | 2        | Mohammed Ahmed         | Canada        | 13:19.58 | Q,                            |
| 4    | 2        | Caleb Mwangangi Ndiku  | Kenya         | 13:19.58 | Q,                            |
| 5    | 2        | Albert Kibichii Rop    | Bahrein       | 13:19.61 | Q                             |
| 6    | 2        | Ryan Hill              | Stati Uniti   | 13:19.67 | q                             |
| 7    | 2        | Richard Ringer         | Germania      | 13:19.84 | q                             |
| 8    | 2        | Galen Rupp             | Stati Uniti   | 13:20.78 | q                             |
| 9    | 2        | Ali Kaya               | Turchia       | 13:21.46 | q                             |
| 10   | 2        | Isiah Koech            | Kenya         | 13:23.51 | q                             |
| 11   | 2        | Aron Kifle             | Eritrea       | 13:25.85 |                               |
| 12   | 2        | Phillip Kipyeko        | Uganda        | 13:26.20 |                               |
| 13   | 2        | Illias Fifa            | Spagna        | 13:28.29 |                               |
| 14   | 2        | Hayle İbrahimov        | Azerbaigian   | 13:28.77 |                               |
| 15   | 2        | Collis Birmingham      | Australia     | 13:34.58 |                               |
| 16   | 1        | Hagos Gebrhiwet        | Etiopia       | 13:45.00 | Q                             |
| 17   | 1        | Ben True               | Stati Uniti   | 13:45.09 | Q                             |
| 18   | 1        | Edwin Soi              | Kenya         | 13:45.28 | Q                             |
| 19   | 1        | Tom Farrell            | Gran Bretagna | 13:45.29 | Q                             |
| 20   | 1        | Imane Merga            | Etiopia       | 13:45.41 | Q                             |
| 21   | 1        | Abrar Osman            | Eritrea       | 13:45.55 |                               |
| 22   | 1        | Suguru Osako           | Giappone      | 13:45.82 |                               |
| 23   | 1        | Emmanuel Kipsang       | Kenya         | 13:46.43 |                               |
| 24   | 1        | Cameron Levins         | Canada        | 13:48.72 |                               |
| 25   | 1        | Brett Robinson         | Australia     | 13:49.63 |                               |
| 26   | 2        | Jesús España           | Spagna        | 13:51.47 |                               |
| 27   | 1        | Alemayehu Bezabeh      | Spagna        | 13:54.13 |                               |
| 28   | 1        | Dennis Licht           | Paesi Bassi   | 13:57.61 |                               |
| 29   | 1        | Othmane El Goumri      | Marocco       | 13:58.06 |                               |
| 30   | 1        | Sindre Buraas          | Norvegia      | 13:59.07 |                               |
| 31   | 1        | Kemoy Campbell         | Giamaica      | 14:00.55 |                               |
| 32   | 2        | Kota Murayama          | Giappone      | 14:07.11 |                               |
| 33   | 1        | Aweke Ayalew           | Bahrein       | 14:07.18 |                               |
| 34   | 2        | Duo Bujie              | Cina          | 14:07.35 |                               |
| 35   | 1        | Félicien Muhitira      | Ruanda        | 14:11.12 | Miglior prestazione personale |
| 36   | 1        | Víctor Aravena         | Cile          | 14:29.34 |                               |
| 37   | 1        | Stuart Banda           | Malawi        | 14:49.31 | Miglior prestazione personale |
| 38   | 2        | Suleiman Abdille Borai | Somalia       | 15:26.65 | Miglior prestazione personale |
| 39   | 2        | Abdullah Al-Qwabani    | Yemen         | 16:02.55 | Miglior prestazione personale |
|      | 2        | Younes Essalhi         | Marocco       | dnf      |                               |
|      | 1        | Bashir Abdi            | Belgio        | dns      |                               |

### Finale
| Pos. | Nome                  | Nazionalità   | Tempo    | Note |
| ---- | --------------------- | ------------- | -------- | ---- |
|      | Mo Farah              | Gran Bretagna | 13:50.38 |      |
|      | Caleb Mwangangi Ndiku | Kenya         | 13:51.75 |      |
|      | Hagos Gebrhiwet       | Etiopia       | 13:51.86 |      |
| 4    | Yomif Kejelcha        | Etiopia       | 13:52.43 |      |
| 5    | Galen Rupp            | Stati Uniti   | 13:53.90 |      |
| 6    | Ben True              | Stati Uniti   | 13:54.07 |      |
| 7    | Ryan Hill             | Stati Uniti   | 13:55.10 |      |
| 8    | Isiah Koech           | Kenya         | 13:55.98 |      |
| 9    | Ali Kaya              | Turchia       | 13:56.51 |      |
| 10   | Edwin Soi             | Kenya         | 13:59.02 |      |
| 11   | Albert Kibichii Rop   | Bahrein       | 14:00.12 |      |
| 12   | Mohammed Ahmed        | Canada        | 14:00.38 |      |
| 13   | Imane Merga           | Etiopia       | 14:01.60 |      |
| 14   | Richard Ringer        | Germania      | 14:03.72 |      |
| 15   | Tom Farrell           | Gran Bretagna | 14:08.87 |      |